# Campus Life ~Umarete Kite Yokatta~
Singles de Cute
Shock!
(2010) Dance de Bakōn!
(2010)
 Campus Life ~Umarete Kite Yokatta~  (キャンパスライフ〜生まれて来てよかった〜) est le 12e single "major" et 17e single au total du groupe de J-pop Cute, sorti le 28 avril 2010 au Japon sur le label zetima, écrit et produit par Tsunku. Il atteint la 5e place du classement Oricon. Sortent aussi deux éditions limitées (A et B) du single avec chacune un DVD bonus différent, et une version "Single V" (vidéo). Une édition spéciale "event V" sera vendue lors de prestations du groupe. La chanson-titre figurera sur le sixième album du groupe, Chō Wonderful 6 qui sortira un an plus tard.

## Membres
- Maimi Yajima
- Saki Nakajima
- Airi Suzuki
- Chisato Okai
- Mai Hagiwara

## Titres
Single CD
1. Campus Life ~Umarete Kite Yokatta~
2. Tachi Agare Otome Tachi (立ち上がれ 乙女達?)
3. Campus Life ~Umarete Kite Yokatta~ (instrumental)

Single V
1. Campus Life ~Umarete Kite Yokatta~
2. Campus Life ~Umarete Kite Yokatta~ (Natural Lip Ver.)
3. Making of (メイキング映像?)

DVD de l'édition limitée "A"
1. Campus Life ~Umarete Kite Yokatta~ (Dance Shot Ver.)

DVD de l'édition limitée "B"
1. Campus Life ~Umarete Kite Yokatta~ (Close-up Ver.)

DVD de l'édition "event V"
1. Campus Life ~Umarete Kite Yokatta~ (Natural Lip & Close-Up Mix Ver.)
2. Campus Life ~Umarete Kite Yokatta~ (Yajima Maimi Solo Ver.)
3. Campus Life ~Umarete Kite Yokatta~ (Nakajima Saki Solo Ver.)
4. Campus Life ~Umarete Kite Yokatta~ (Suzuki Airi Solo Ver.)
5. Campus Life ~Umarete Kite Yokatta~ (Okai Chisato Solo Ver.)
6. Campus Life ~Umarete Kite Yokatta~ (Hagiwara Mai Solo Ver.)